# Dirección General de la Función Pública
La Dirección General de la Función Pública (DGFP) es el órgano directivo del Ministerio para la Transformación Digital y de la Función Pública, adscrito a la Secretaría de Estado de Función Pública, encargado del ámbito de la función pública en España a todos los niveles territoriales, así como de las relaciones laborales, gestión de procedimientos del personal y otras funciones del ámbito de los recursos humanos.

## Historia
La DGFP fue prevista por primera vez en la reforma de la Administración General del Estado de finales de 1967, pues era necesaria una reducción de gasto público. Según esta reforma, la dirección general asumía las competencias de la vicepresidencia y de la secretaría general de la Comisión Superior de Personal. Asimismo, la DGFP se estructuraba a través de un subdirector general y diversas secciones cada una de ellas destinadas a un cuerpo funcionarial interministerial distinto. Se integraba dentro de la Presidencia del Gobierno.
No sufrirá mayores reformas hasta 1976, año en el cual se estructura propiamente a través de subdirecciones generales, un total de tres: de la Función Pública, de Programación y Control de Efectivos, y de Cuerpos Interministeriales y Personal de la Administración Institucional. Con pequeñas variaciones competenciales entre las subdirecciones, sufre otro cambio significativo en 1977, cuando pasa a depender de la nueva Secretaría de Estado para la Administración Pública.
Igualmente, desde 1980 pasa a depender directamente del Ministro Adjunto para la Administración Pública situación que apenas dura pues en marzo de 1981 pasa a depender de la Secretaría General para la Administración Pública, integrada en el Ministerio de la Presidencia. La secretaría general recupera el rango de secretaría de Estado al año siguiente. En 1984, tras 20 años de vida del registro estatal de personal, este adopta oficialmente el nombre de Registro Central de Personal (RCP).
Con la creación del Ministerio de Administraciones Públicas en 1986, este asume las competencias sobre la función pública que poseía Presidencia. Por este entonces, la DGFP se estructuraba a través de seis subdirecciones generales: de Ordenación de la Función Pública, de Gestión de Funcionarios de la Administración del Estado, de Gestión de Funcionarios de Organismos Autónomos, de Función Pública local, de Convocatorias, Acceso y Promoción, y de Personal Laboral. Además, desde 1990 se le añadieron dos secretarías generales: una para la Comisión Superior de Personal y otra para la Comisión de Coordinación de la Función Pública. En 2004, la Secretaría de Estado para la Administración Pública fue degradada de nuevo a secretaría general, situación que se revierte en 2008.
Brevemente, entre abril de 2009 y marzo de 2011 las funciones sobre función pública regresan al Ministerio de la Presidencia, creándose además la Secretaría de Estado de Función Pública. Desde 2011 se integraron estas funciones en el Ministerio de Política Territorial y Administración Pública aunque a finales de este año se suprime el ministerio al asumir sus funciones el Ministerio de Hacienda y Administraciones Públicas e igualmente se suprime la SEFP sustituyéndola por la Secretaría de Estado de Administraciones Públicas de la que dependía.
En 2016, al perder el ministerio las competencias sobre política territorial pasa a denominarse Ministerio de Hacienda y Función Pública y recuperando la SEFP hasta que en junio de 2018 se recupera el Ministerio de Política Territorial y Función Pública que asume las funciones originales sobre funcionarios, relaciones con las administraciones territoriales y la supervisión de las Delegaciones y Subdelegaciones del Gobierno.
Desde 2024, la Dirección General tiene rango de Subsecretaría.

## Estructura y funciones
De la DGFP dependen los siguientes órganos directivos a través de los cuales ejerce sus funciones:
- La Subdirección General de Planificación de Recursos Humanos y Retribuciones, a la que corresponde la planificación de los recursos humanos, a partir del análisis basado en datos de las necesidades de personal, perfiles profesionales y retribuciones para asegurar la calidad del empleo público y una asignación funcional y eficiente de los efectivos; la aprobación y modificación de las relaciones, catálogos y dotaciones de puestos de trabajo, retribuciones e incentivos al rendimiento; la elaboración, propuesta y seguimiento de la Oferta de Empleo Público (OEP), la autorización de nombramientos de personal funcionario interino, de personal estatutario temporal y de contratos de personal laboral temporal; así como la elaboración de bases comunes y el informe de las convocatorias para el acceso a la condición de personal empleado público; y la gestión del repertorio de puestos de personal directivo público profesional.
- La Subdirección General de Ordenación de Recursos Humanos, a la que la tramitación de los procesos de adquisición y pérdida de la condición de personal funcionario, el ejercicio de las competencias atribuidas a la Secretaría de Estado de Función Pública en materia de situaciones administrativas y la gestión de los procedimientos de personal derivados de la dependencia orgánica de los cuerpos y escalas adscritos al Ministerio a través de la Secretaría de Estado de Función Pública; la propuesta de medidas de estructuración del empleo público, tanto de personal funcionario como de personal laboral, así como la ordenación de la provisión y de la movilidad mediante la autorización y, en su caso, gestión de los procesos de movilidad interministerial y provisión de puestos de personal funcionario y laboral del ámbito del convenio único de la Administración General del Estado; y la coordinación de la provisión y de la movilidad interadministrativa mediante la autorización y, en su caso, tramitación de las comisiones de servicio y otras formas para la provisión de puestos en la Administración General del Estado por personal procedente de otras administraciones públicas, con la excepción de los procedimientos de concurso y libre designación, y la autorización previa para la provisión de puestos en otras administraciones públicas, mediante libre designación, por personal funcionario de cuerpos y escalas adscritos a la Secretaría de Estado de Función Pública.
- La Subdirección General de Régimen Jurídico, a la que corresponde la elaboración de normativa e informes en materia de empleo público; la asesoría en materia de recursos humanos a los departamentos ministeriales, así como la información a los empleados públicos de la política de recursos humanos; la coordinación funcional de las subdirecciones generales de recursos humanos e inspección de servicios de los departamentos ministeriales a los efectos de la ejecución de proyectos y programas que resulten estratégicos para el conjunto de la Administración General del Estado y de sus organismos vinculados o dependientes, cuando sean acordados en el seno de la Comisión Superior de Personal; la elaboración de normativa básica e informes en materia de empleo público sobre el conjunto de las administraciones públicas; y la asesoría en materia de recursos humanos a las administraciones públicas, así como la asistencia técnico-jurídica en la transposición y aplicación de directivas y otros instrumentos jurídicos de la Unión Europea o internacionales en esta materia.
- La Subdirección General de Datos para el Empleo Público, a la que corresponde el diseño del Sistema de Datos sobre Empleo Público, en el que se integren el conjunto de datos relevantes para la adopción de las decisiones relativas a la planificación estratégica, oferta y estructuración de los recursos humanos, a partir del análisis de las necesidades de personal, evolución tecnológica, perfiles profesionales y retribuciones, entre otros elementos, con arreglo a las políticas y estándares en la gestión y análisis de datos que establezca la Dirección General del Dato; la elaboración y divulgación de estadísticas, indicadores y datos sobre empleo público, con la asistencia de la Secretaría General de Administración Digital; la gestión del Registro Central de Personal; y el estudio y análisis basado en datos en materia de empleo público y la preparación del Boletín estadístico del personal al servicio de las Administraciones Públicas. Al titular de este órgano le corresponde la Jefatura del Registro Central de Personal.
- La Subdirección General de Relaciones Laborales, a la que corresponden relaciones con las organizaciones sindicales en el ámbito de la Administración General del Estado; la dirección y coordinación de la negociación colectiva del personal empleado público de este ámbito y la propuesta de acuerdos y pactos derivados de las mesas de negociación de personal funcionario y laboral, así como el asesoramiento en materia de negociación colectiva y la coordinación y apoyo en los procesos de elecciones sindicales en el ámbito de la Administración General del Estado. Asimismo, se encarga del impulso de la prevención de riesgos laborales, en el marco de lo dispuesto en la normativa aplicable, así como de criterios comunes, funciones de coordinación y promoción, planes de formación, en materia de acción social, responsabilidad social corporativa e igualdad y no discriminación del personal empleado de la Administración General del Estado.
- La Subdirección General de Relaciones con otras Administraciones, a la que corresponde la participación en foros europeos y otros organismos internacionales que afecten a las competencias de la Dirección General, así como la coordinación y cooperación con los órganos competentes en materia de función pública de las administraciones de las comunidades autónomas y administración local; el informe de los actos y disposiciones en materia de función pública emanadas de las comunidades autónomas, el seguimiento de sus ofertas de empleo público, el estudio de la política de empleo público internacional, autonómico y local; la emisión de informes y contestación de consultas formuladas por otras administraciones públicas relativas a la Función Pública Local respecto a la normativa básica estatal; el ejercicio de las funciones que correspondan a la Administración General del Estado en relación con el personal funcionario de Administración Local con habilitación de carácter nacional, salvo las que correspondan al órgano competente en materia de Haciendas Locales, y la gestión del registro integrado de este personal; y la incoación de expedientes disciplinarios a personal funcionario de Administración Local con habilitación de carácter nacional, en el marco de lo dispuesto en la normativa aplicable.
- La Subdirección General del Sector Público Institucional, a la que corresponde, en su ámbito de actuación, la planificación de los recursos humanos, a partir del análisis basado en datos de las necesidades de personal, perfiles profesionales y retribuciones para asegurar la calidad del empleo público y una asignación funcional y eficiente de los efectivos; la aprobación y modificación de las relaciones, catálogos y dotaciones de puestos de trabajo, retribuciones e incentivos al rendimiento; y la elaboración, propuesta y seguimiento de la Oferta de Empleo Público (OEP), la autorización de nombramientos de personal funcionario interino, de personal estatutario temporal y de contratos de personal laboral temporal; así como la elaboración de bases comunes y el informe de las convocatorias para el acceso a la condición de personal empleado público.

## Titulares
Titulares desde el año 1978:
- Ricardo Ruiz-Benítez de Lugo y Ruiz (1967-1969)
- José Luis López Henares (1969-1974)
- Pedro Porras Orúe (1974-1978)
- Alberto de la Puente O'Connor (1978-1979)
- Francisco Guerrero Sáez (1978-1979)
- Luis Fernando Crespo Montes (1979-1980)
- Gerardo Entrena Cuesta (1980-1982)
- Julián Álvarez Álvarez (1982-1988)
- María Teresa Mogín Barquín (1988-1993)
- Leandro González Gallardo (1993-1995)
- Alberto Sereno Álvarez (1995-1996)
- Rafael Catalá Polo (1996-1999)
- Mariano Zabía Lasala (1999-2000)
- Carmen Román Riechmann (26 de mayo de 2000-23 de abril de 2004)[18][19]
- Mercedes Elvira del Palacio Tascón (23 de abril de 2004-10 de octubre de 2004)[20][21]
- Olga Mella Puig (15 de octubre de 2004-19 de enero de 2007)[22][23]
- Javier Rubio Rodríguez (19 de enero de 2007-20 de julio de 2007)[24][25]
- Petra Fernández Álvarez (20 de julio de 2007-8 de mayo de 2009)[26][27]
- José Enrique Martín Arahuetes (8 de mayo de 2009-5 de marzo de 2010)[28][29]
- Cristina Pérez-Prat Durbán (5 de marzo de 2010-23 de enero de 2012)[30][31]
- Carmen Sánchez-Cortés Martín (23 de enero de 2012-10 de octubre de 2014)[32][33]
- Elena Collado Martínez (21 de noviembre de 2014-11 de septiembre de 2015)[34][35]
- Javier Pérez Medina (21 de septiembre de 2015-22 de junio de 2018)[36][37]
- Javier Rueda Vázquez (22 de junio de 2018-5 de febrero de 2020)[38]
- María Isabel Borrel Roncalés (5 de febrero de 2020-presente)[39]